# Wikken en Wegen
Wikken en Wegen was een Vlaams consumentenprogramma dat van 1974 tot en met 1991 op Eén werd uitgezonden. Het werd gepresenteerd door Miel Louw en Elvire De Prez.
In het programma werd informatie over talloze aankopen gegeven en werden diverse producten gecontroleerd. De strenge recensies zorgden ervoor dat Louw en zijn team vaak af kregen te rekenen met aangetekende brieven en dreigingen met rechtszaken. Toch werd Wikken en Wegen nooit veroordeeld tot een rechtzetting.
Zeventien jaar lang liep Wikken en Wegen op de Vlaamse openbare omroep, waarmee het toen het langstlopende consumentenprogramma op de Vlaamse televisie was. Het werd in 1991 opgevolgd door het consumentenprogramma 'Op de koop toe' van Emiel Goelen. 